# DOSEMU
DOSEMU는 MS-DOS 시스템을 사용할 수 있는 호환성 계층의 소프트웨어 꾸러미다. x86 기반의 개인용 컴퓨터(IBM PC 호환 컴퓨터)에서 리눅스를 쓴다 해도 도스용 소프트웨어를 구동할 수 있다.
하드웨어 가상화 기술과 전략적인 에뮬레이션을 함께 사용한다. 8086 호환 도스 운영 체제와 x86 호환 프로세서의 응용 프로그램의 속도와 x86-64 프로세서와 더불어 x86 호환 프로세서 위의 32비트 DPMI 응용 프로그램들의 속도가 거의 네이티브에 근접했다. 가상 8086 모드는 x86-64 롱 모드에서 사용할 수 없기 때문에 DOSEMU는 8086 프로세서 에뮬레이터를 포함하여 16비트 응용 프로그램의 사용을 지원하고 있다.
현재는 x86 리눅스 시스템에서만 사용할 수 있다.

## 기능
DOSEMU는 오래된 도스용 소프트웨어를 계속 쓰고자 하는 사람들을 위한 선택 사항이다. 매뉴얼에서 DOSEMU는 리눅스 커널과 80386 프로세서의 특별한 기능을 사용하여 MS-DOS/프리도스/DR-DOS를 실행하는 사용자 수준의 프로그램이라고 적혀 있다. 사람들은 이를 도스 상자라고 부르며 다음과 같은 기능이 있다 보관됨 2012-12-25 - archive.today:
- 모든 입출력, 프로세서 제어 기능을 가상화한다.
- 완전한 보호 모드 환경에서 실행되는 동안 iAPX86 프로세서 계열의 리얼 모드의 워드 크기와 주소 모드를 지원한다.
- 모든 도스와 바이오스 시스템 호출을 간섭하고 적절한 동작과 성능을 위해 이러한 호출을 가상으로 구현한다.
- 도스 프로그램이 제어에 익숙할 수 있도록 하드웨어 환경을 시뮬레이트한다.
- 네이티브 리눅스 서비스를 통해 도스 서비스를 제공한다. 이를테면 DOSEmu는 리눅스 디렉터리 계급인 가상 하드 디스크 드라이브를 제공한다.

## 같이 보기
- 가상 도스 머신
- 도스박스